# Козме Тура
Козме или Козимо Тура (итал. Cosmè или Cosimo Tura; рођен око 1430 у Ферари, — Ферари, 1495) био је ренесансни сликар, оснивач и прва значајна фигура сликарске школе у Ферари.
Највероватније је учио сликарство у радионици Франческа Скварчонеа у Падови а био је под утицајем Андреа Мантење и Пјера дела Франческе када је овај радио у Ферари (око 1449-50. године). Око 1457. године Тура је живио у Кастелу и радио за ренесансни двор војводе Источне Фераре. Његово прво познато дјело је Рођење (1458) за катедралу у Ферари. Такође се бавио израдом таписерије, костима и других употребних предмета који су се обично користили на двору. Заслужан за декорацију библиотеке Ђовани Пико дела Мирандола. Водио је детаљан дневник поруџби и наплата тако да је поуздано могуће пратити његову умјетничку каријеру. 